# Aprionus angeloides
Aprionus angeloides är en tvåvingeart som beskrevs av Jaschhof 1997. Aprionus angeloides ingår i släktet Aprionus och familjen gallmyggor. Arten är reproducerande i Sverige. Inga underarter finns listade i Catalogue of Life.